# دونگ بیوو
دونگ بیوو (انگلیسی: Dong Biwu; زاده ۵ مارس ۱۸۸۶ – درگذشته ۲ آوریل ۱۹۷۵) سیاست‌مدار اهل چین بود. وی از ۲۴ فوریه ۱۹۷۲ تا ۱۷ ژانویه ۱۹۷۵ رئیس‌جمهور موقت چین بود.
دونگ بیوو در ۲ آوریل ۱۹۷۵، در سن ۸۹ سالگی در پکن درگذشت.